# Villa humilis
Villa humilis är en tvåvingeart som först beskrevs av Johannes Friedrich Ruthe 1831.  Villa humilis ingår i släktet Villa och familjen svävflugor. Inga underarter finns listade i Catalogue of Life.